# Magimagi

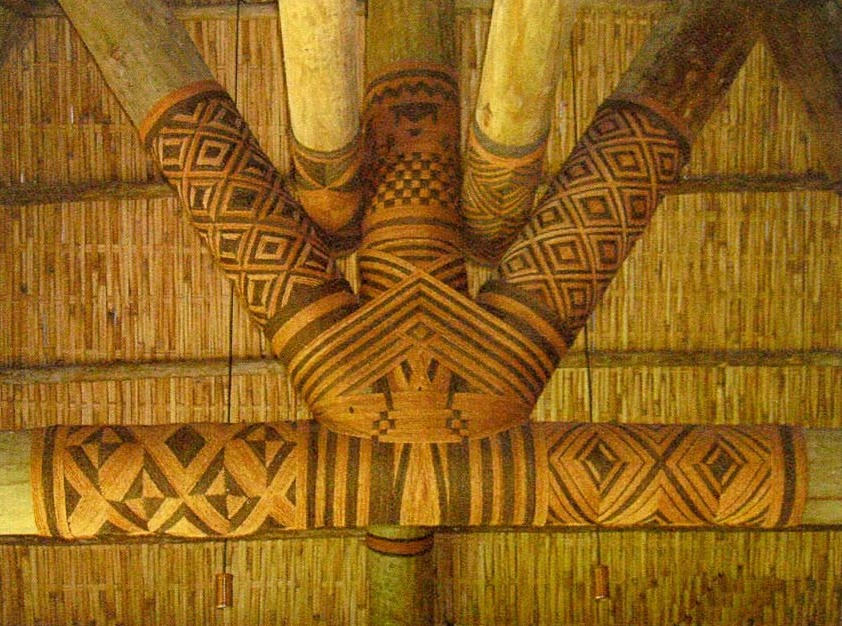
Sennit magimagi fidjien autour de poteaux de plafond en bois.

Le magimagi est un produit fibreux fabriqué à partir de coques de noix de coco. Il peut être très épais comme une grosse corde ou très fin comme une ficelle,.
Le processus de tissage de la coque pour lui donner un aspect traditionnel demande beaucoup de travail. Les coques sont bouillies et trempées dans l'eau pendant plusieurs jours, puis pilées et séchées au soleil. Elles sont ensuite filées en les roulant sur la cuisse, et le fil obtenu est tressé. Le premier enregistrement de la conception unique de magimagi est répertorié dans le Narrative of the United States Exploring Expedition (Wilkes, 1845). À propos des huttes nommées bures (en) qui se trouvaient sur l'île, Wilkes dit : « Les murs et le toit du mbure [bure] sont construits avec des joncs de la taille d'un doigt, et chacune est enroulée avec du sennit [Magimagi] aussi épais que des filets de pêche à la morue, fabriquée à partir de la coque de la noix de coco ». Le magimagi est uniquement fabriqué par les hommes, qui l'utilisent pour l'attache, l'arrimage et l'emballage, en particulier dans la construction et l'entretien des pirogues de mer équipées d'arrimages. Il est également utilisé pour former la sangle des filets de pêche, qui est tissée avec des épaisseurs variables selon la pêche visée,.
Les ancêtres des habitants actuels des îles Vulaga utilisaient les magimagi dans la construction de leurs maisons et de leurs canoës. Le design tissé unique est réalisé par les équipes de Vulaga qui sont capables de concevoir de nombreux motifs graphiques. Ceux-ci sont colorés en noir (par trempage dans la boue de la mangrove) ou conservent leur couleur naturelle.
Dans certaines régions des Fidji, d'énormes rouleaux de magimagi pouvant atteindre deux mètres de haut, appelés kava (« chef »), jouaient un rôle très important dans les cérémonies qui mettaient fin à la période de deuil d'un grand chef. Représentant le chef décédé, ils étaient recouverts de tissu d'écorce,.
Les cocotiers de magimagi — ceux qui produisent des noix de coco allongées niumagimagi — mettent environ cinq ans à porter leurs fruits. Ils ne poussent que dans le groupe d'îles Lau, dans l'archipel des Fidji. Cette ressource naturelle rare est transformée en beauté artistique par les habitants de Vulaga, à l'origine de ce talent typique,.

## Types
Il existe trois types de tissage différents :
1. Talitali – c'est le tissage qui se fait sur des poutres horizontales.
2. Lalawa - c'est le tissage qui se fait sur des poutres verticales.
3. Malo/Lairo - ce tissage est l'insert design.

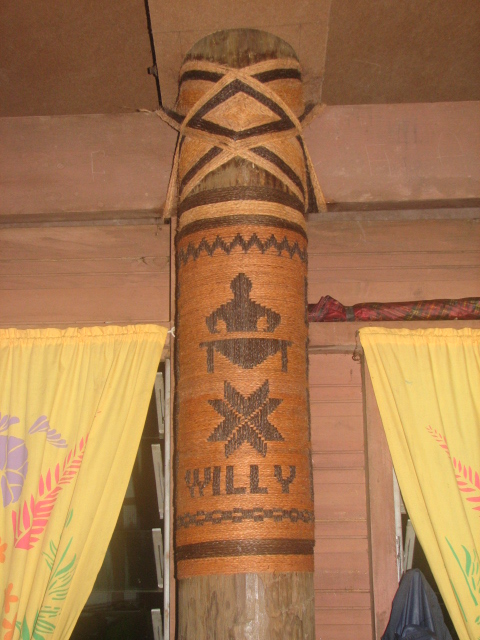
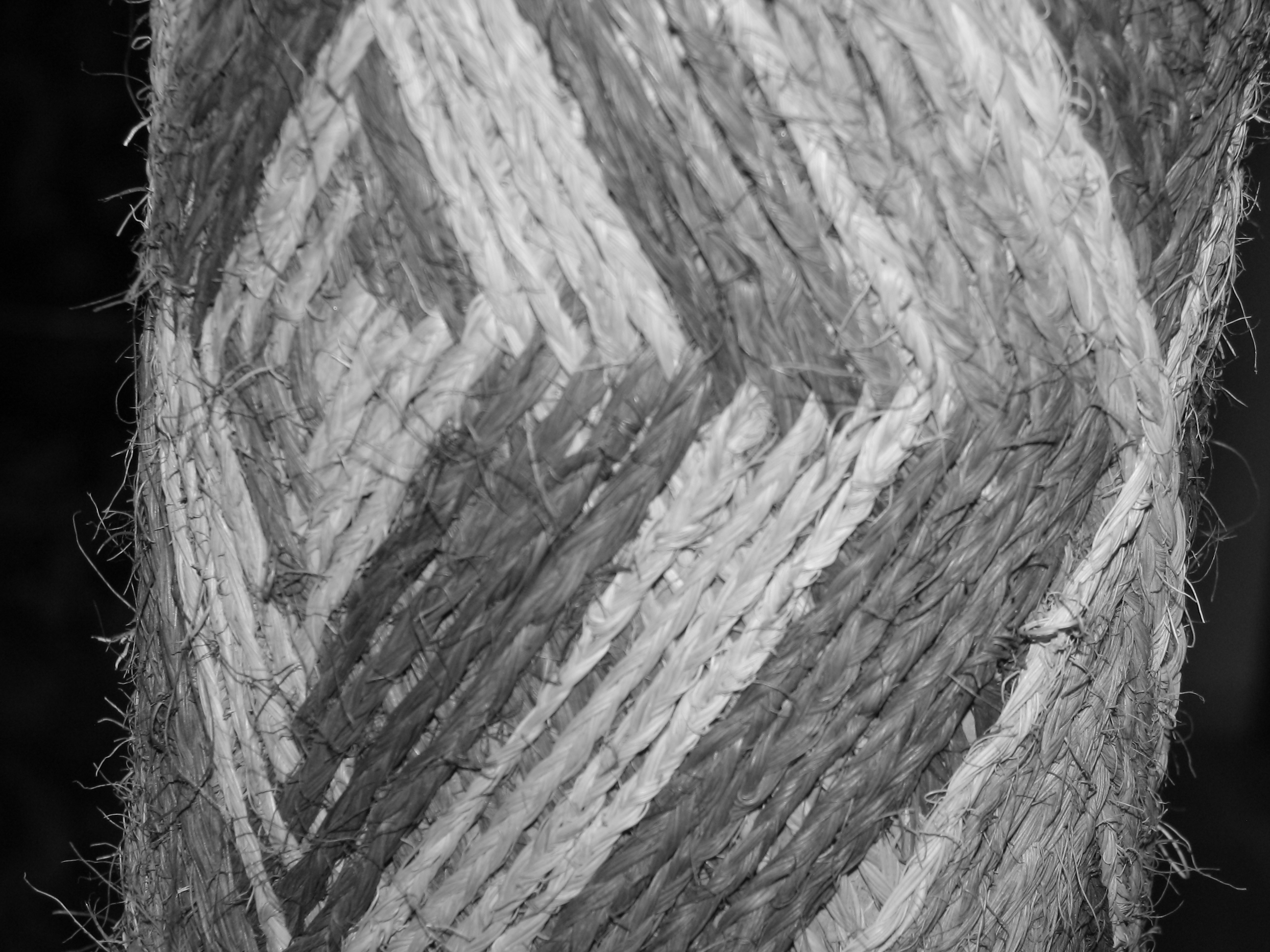
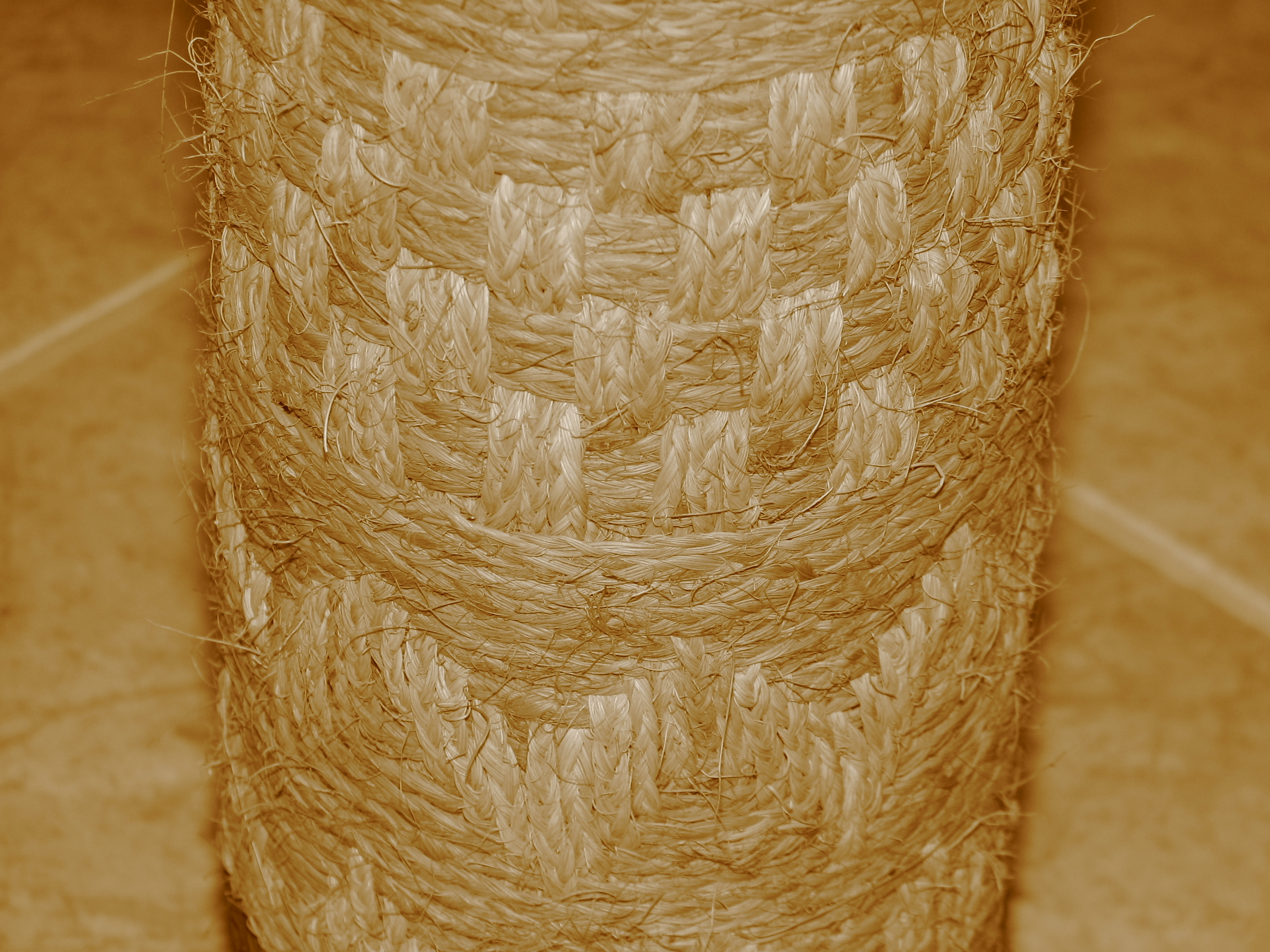
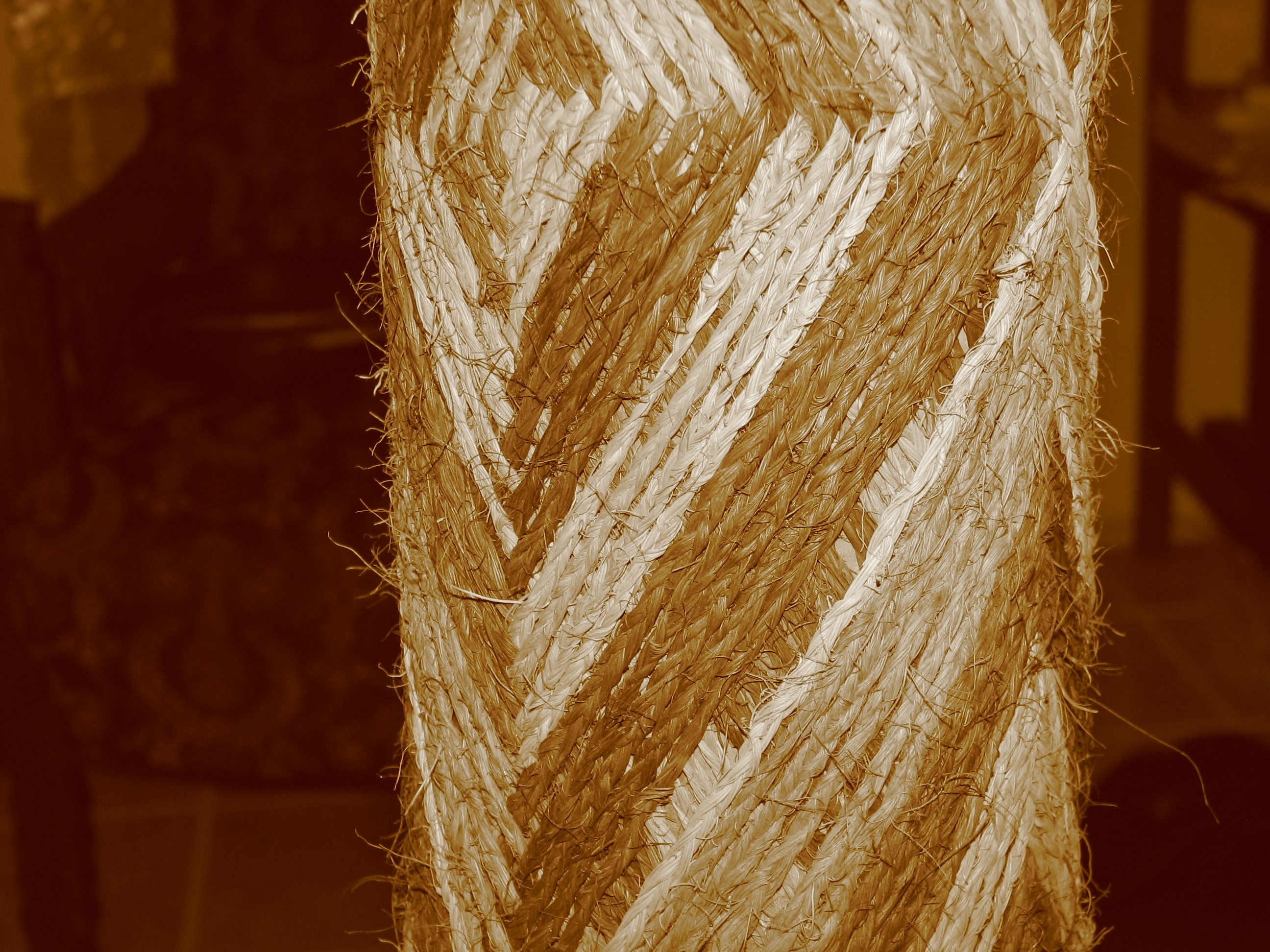
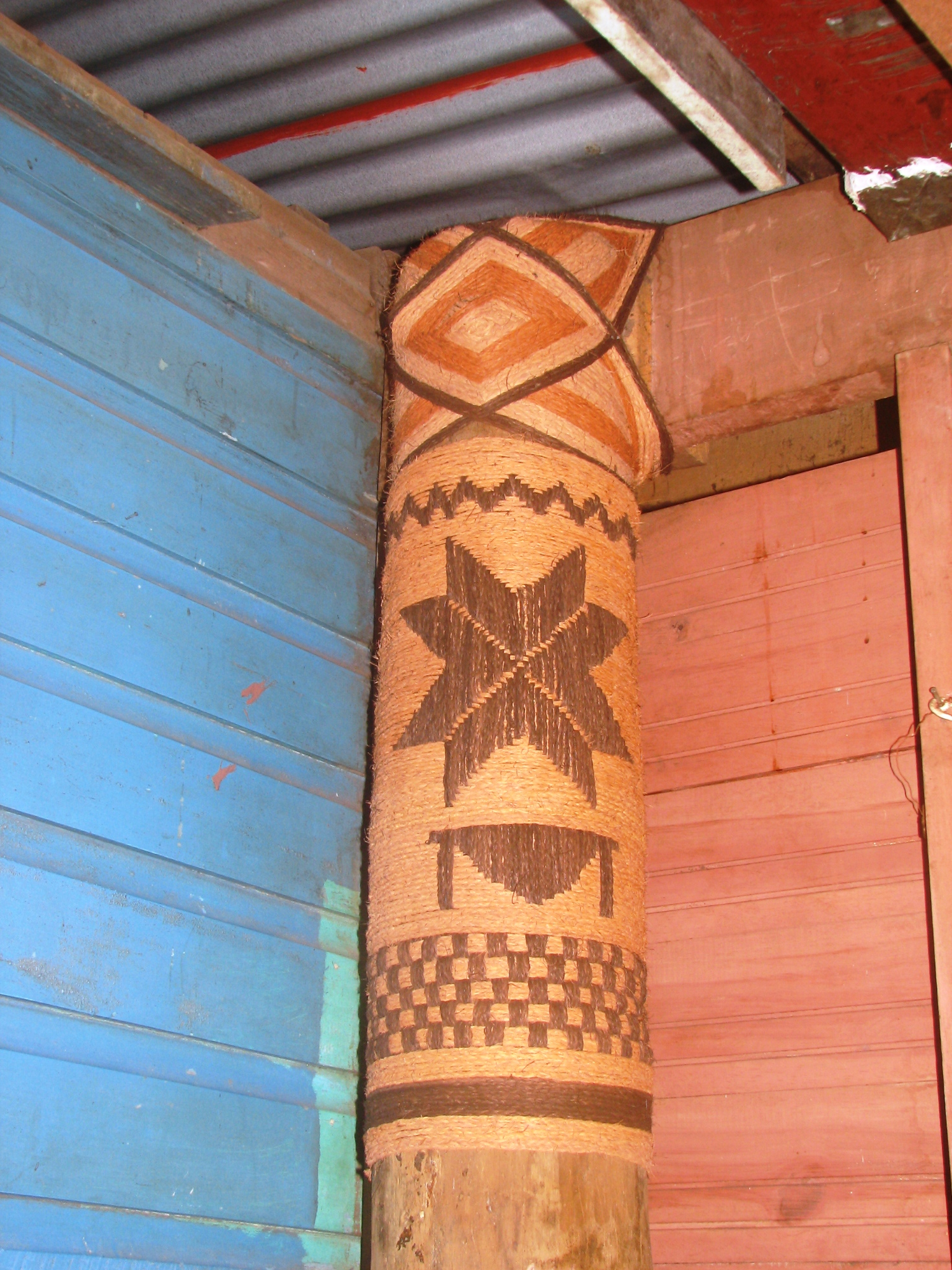
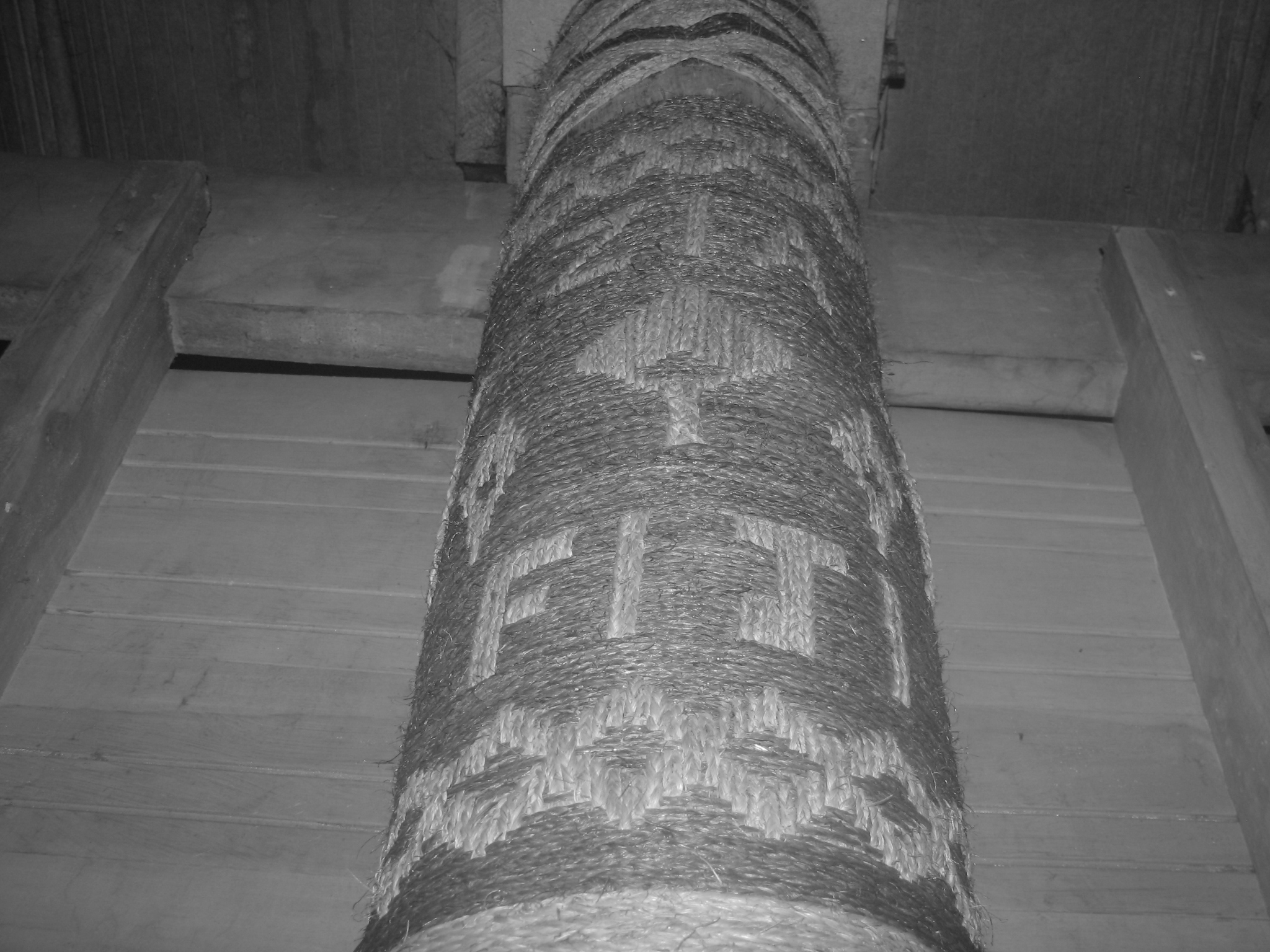
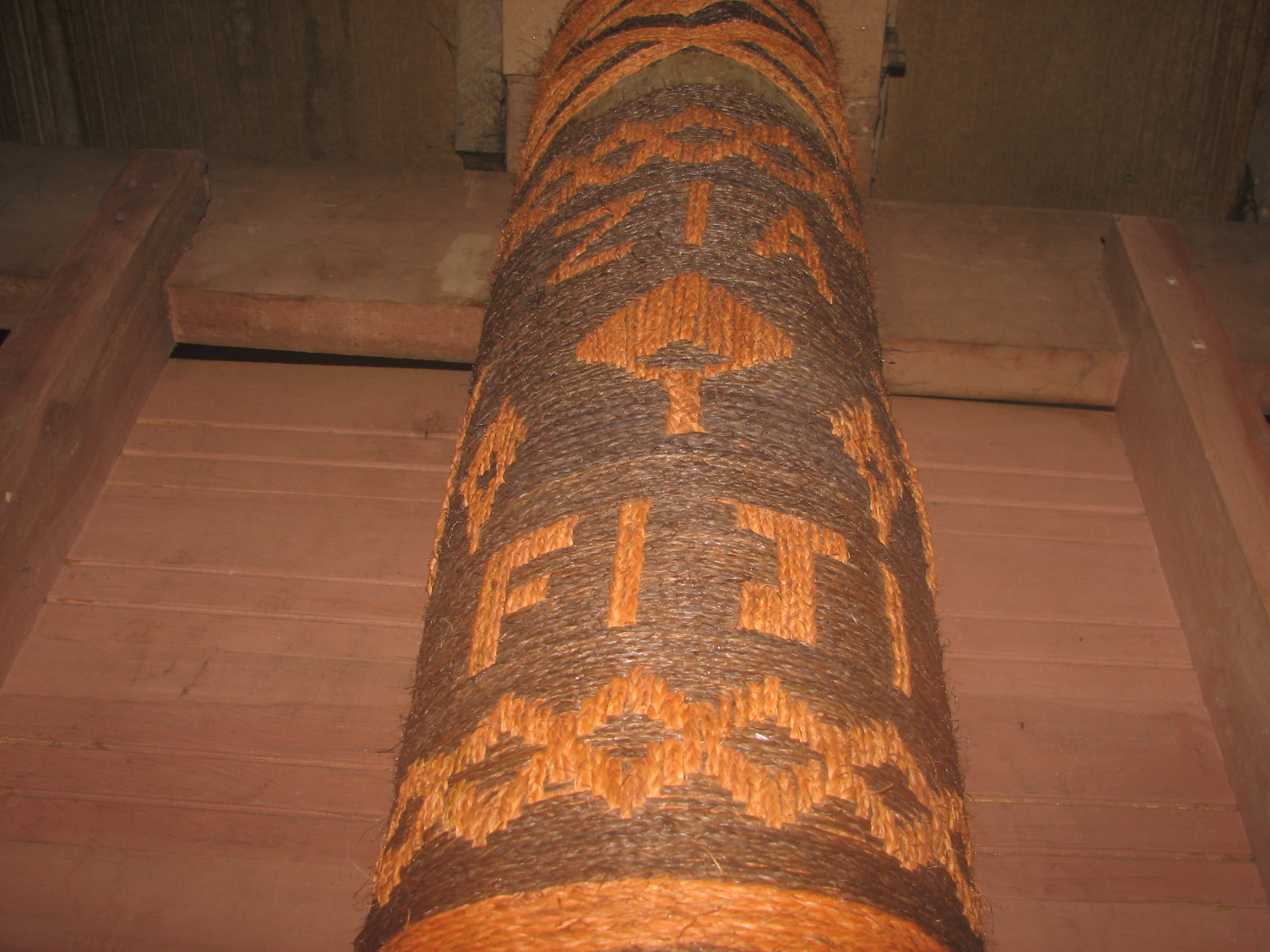

## Artistes notables
- Joana Monolagi, artiste masi et magimagi autodidacte[7],[8].